# Tomas Woldetensae
Andriu Tomas Woldetensae (Bolonia; 30 de abril de 1998) es un baloncestista italiano con ciudadanía eritrea que pertenece a la plantilla del Napoli Basket de la Lega Basket Serie A italiana. Con 1,96 metros de estatura, juega en la posición de escolta. 

## Trayectoria deportiva

### Primeros años
Hijo de madre eritrea, nació y creció en la ciudad de Bolonia, dando sus primeros pasos en el baloncesto en el equipo juvenil del BSL San Lazzaro. Posteriromente se trasladaría a Estados Unidos, donde jugó dos temporadas en Victory Rock Prep en Bradenton, Florida, la única escuela secundaria estadounidense que respondió a sus necesidades. Recibió una oferta de beca de la Universidad de Misuri-Kansas City, pero tuvo problemas con la NCAA y en su lugar se comprometió a jugar en Indian Hills Community College en Ottumwa, Iowa.

### Universidad
Como estudiante de primer año en Indian Hills promedió 8,8 puntos, 2,5 rebotes y 3,1 asistencias por partido. Promedió 17,3 puntos, 2,8 rebotes y 2,5 asistencias por partido como estudiante de segundo año, con un 47,6 por ciento de acierto desde la línea de tres puntos, lo que ayudó a su equipo a llegar a la segunda ronda del Torneo Nacional de la NJCAA. Fue nombrado incluido en el primer equipo All-American de la NJCAA y elegido Jugador del Año de la Iowa Community College Athletic Conference.
Tras esos dos años, se comprometió con los Cavaliers de la Universidad de Virginia, ya en la NCAA, donde jugó dos temporadas en las que promedió 5,6 puntos, 1,8 rebotes y 1,1 asistencias por partido.

#### Estadísticas
NJCAA
| Año       | Equipo       | PJ | PT | MPP  | %TC  | %3P  | %TL  | RPP | APP | ROB | TPP | PPP  |
| --------- | ------------ | -- | -- | ---- | ---- | ---- | ---- | --- | --- | --- | --- | ---- |
| 2017-2018 | Indian Hills | 34 | 16 | 6,4  | 43,0 | 39,4 | 89,3 | 2,5 | 3,1 | 1,2 | 0,3 | 8,8  |
| 2018-2019 | Indian Hills | 28 | 27 | 14,1 | 46,7 | 47,6 | 88,8 | 2,8 | 2,5 | 1,0 | 0,3 | 17,3 |
| Total     | Total        | 62 | 43 | 9,9  | 45,2 | 44,4 | 89,0 | 2,6 | 2,8 | 1,1 | 0,3 | 12,7 |

NCAA
| Año       | Equipo   | PJ | PT | MPP  | %TC  | %3P  | %TL  | RPP | APP | ROB | TPP | PPP |
| --------- | -------- | -- | -- | ---- | ---- | ---- | ---- | --- | --- | --- | --- | --- |
| 2019-2020 | Virginia | 29 | 22 | 27,1 | 34,8 | 36,1 | 88,9 | 2,2 | 1,1 | 0,8 | 0,3 | 6,6 |
| 2020-2021 | Virginia | 22 | 4  | 13,4 | 41,0 | 41,8 | 90,9 | 1,3 | 1,0 | 0,5 | 0,0 | 4,4 |
| Total     | Total    | 51 | 26 | 21,2 | 36,6 | 37,7 | 90,0 | 1,8 | 1,1 | 0,7 | 0,2 | 5,6 |

### Profesional
Tras no ser elegido en el Draft de la NBA de 2021, firmó su primer contrato profesional el 21 de julio con el Chieti Basket 1974 de la Serie A2 italiana. En 16 partidos, promedió 8,5 puntos, 3,4 rebotes y 1,4 robos por partido. El 11 de febrero de 2022 fichó por el Pallacanestro Varese de la Lega Basket Serie A. Allí acabó la temporada promediando 9,8 puntos y 2,9 rebotes por partido.
Jugó una temporada más en Varese, y el 4 de julio de 2024 fichó por el Napoli Basket, también de la Lega Basket Serie A.